# Паханг
Паханг је једна од 13 држава Малезије. Њен главни град је Куантан. Налази се на Малајском полуострву и то је трећа по величина држава Малезије.